# Kira Toussaint
Kira Marije Toussaint, née le 22 mai 1994 à Amstelveen, est une nageuse néerlandaise.

## Carrière
Elle remporte la médaille d'argent du relais 4 × 100 m nage libre lors des Championnats d’Europe 2018.

## Famille
Elle est la fille de la nageuse Jolanda de Rover.

## Palmarès

### Championnats du monde en grand bassin
- Championnats du monde 2022 à Budapest :
  -  Médaille de bronze du 4 × 100 m nage libre mixte.
- Championnats du monde 2024 à Doha :
  -  Médaille d'or du 4 × 100 m nage libre.

### Championnats d'Europe
Grand bassin
- Championnats d'Europe 2018 à Glasgow (Écosse) :
  -  Médaille d'argent du relais 4 × 100 m nage libre

Petit bassin
- Championnats d'Europe 2017 à  Copenhague (Danmark)  :
  -  Médaille d'or du relais 4 × 50 m nage libre
  -  Médaille d'or du relais 4 × 50 m quatre nages mixte
  -  Médaille d'argent du 100 m dos
- Championnats d'Europe 2019 à Glasgow (Écosse) :
  -  Médaille d'or du 50 m dos
  -  Médaille d'or du 100 m dos
  -  Médaille d'or du relais 4 × 50 m nage libre
  -  Médaille d'argent du relais 4 × 50 m quatre nages mixte
  -  Médaille de bronze du 200 m dos